# Небоисс, Артурс
Артурс Небоисс (30 ноября 1924, Рига — 11 июня 2010, Мельбурн) — латвийский энтомолог, PhD (с 1976). Внёс большой вклад в систематику насекомых. Получил международное признание благодаря работам, посвящённым ручейникам.

## Биография
Был единственным сыном Яниса и Матильды Небоисс. Отец мальчика работал на Рижской фондовой бирже. Зимой семья жила в Риге, лето они проводили за городом. Энтомологией Артурс заинтересовался в школе, когда учительница попросила учеников во время летних каникул пособирать представителей живой природы, чтобы затем обсудить их находки. Собранные Небоиссом около 30 бабочек так впечатлили её, что учительница организовала встречу Артурса с профессиональным энтомологом, который научил его некоторым общим принципам этой науки.
После начала Второй мировой войны нашёл убежище на Западе. После её окончания работал в университете в Германии. В 1954 был принят в члены Королевского энтомологического общества в Лондоне. В 2009, когда здоровье учёного начало сдавать, он переехал в Мельбурн, где скончался 11 июня 2010 года. Жена, дочь, внучки и другие родственники пережили Артурса.

## Публикации
- Neboiss A. Atlas of Trichoptera of the SW Pacific — Australian Region (англ.). — Springer, 1986. — 286 p. — doi:10.1007/978-94-009-4814-3.
- Neboiss A. Identity of Two Caddis-Fly Species Described by Brauer and Navas (Trichoptera) (англ.) // Aquatic Insects. — 1986. — Vol. 8, no. 2. — P. 99-104.
- Neboiss A. A revision of the genus aphileus candeze (Coleoptera: Elateridae) (англ.) // Australian Journal of Zoology. — 1958. — Vol. 7, no. 2. — P. 136-145.
- Neboiss A. Australian Panopinae (Diptera: Acroceridae) (англ.) // Australian Journal of Entomology. — 1971. — Vol. 10, no. 3. — P. 205-222.
- Neboiss A. Reclassification of Cupes Fabricius (s.lat.), with descriptions of new genera and species (Cupedidae: Coleoptera) (англ.) // Systematic Entomology. — 1984. — Vol. 9, no. 4. — P. 443-477.